# Phù Đổng (xã)
Phù Đổng là một xã thuộc thành phố Hà Nội, Việt Nam.

## Địa lý
Xã Phù Đổng nằm ở phía bắc sông Đuống , có vị trí địa lý:
- Phía đông giáp xã Trung Mầu và xã Lệ Chi
- Phía tây giáp xã Dương Hà và quận Long Biên
- Phía nam giáp các xã Kim Sơn, Phú Thị, Đặng Xá, Cổ Bi
- Phía bắc giáp các xã Ninh Hiệp, Đình Xuyên và tỉnh Bắc Ninh.

Xã Phù Đổng có diện tích 11,82 km², dân số năm 2022 là 14.485 người, mật độ dân số đạt 1.225 người/km².

## Hành chính
Xã Phù Đổng được chia thành 3 thôn: Phù Đổng, Phù Dực, Đổng Viên. Trong các thôn lại chia ra thành các xóm đều có tên gọi riêng.

## Lịch sử
Năm Canh Tuất năm 1490, vua Lê Thánh Tông cho định lại bản đồ cả nước, gồm 13 (đạo) xứ thừa tuyên (sau gọi là xứ). Từ triều Tây Sơn tới đầu triều Nguyễn đổi sang gọi là trấn. Theo đó, xã Phù Đổng thuộc huyện Tiên Du trực thuộc phủ Từ Sơn, trấn Kinh Bắc.
Năm 1831, vua Minh Mạng thực hiện cuộc cải cách hành chính thống nhất trong cả nước, theo đó bãi bỏ cấp tổng trấn; chuyển các trấn, dinh thành tỉnh. Theo đó, xã Phù Đổng trực thuộc huyện Tiên Du, tỉnh Bắc Ninh.
Ngày 20 tháng 4 năm 1961, Quốc hội ban hành Nghị quyết về việc sáp nhập xã Phù Đổng vào thành phố Hà Nội quản lý.
Ngày 31 tháng 5 năm 1961, Hội đồng Chính phủ ban hành 78-CP. Theo đó, xã Phù Đổng thuộc huyện Gia Lâm, thành phố Hà Nội quản lý.
Ngày 15 tháng 3 năm 1967, thành phố Hà Nội ban hành Quyết định về việc sáp nhập thôn Đổng Xuyên (Gióng Mốt) thuộc xã Phù Đổng vào xã Đặng Xá.

## Kinh tế
Là xã nằm bên bờ sông Đuống đất đai rộng rãi, Phù Đổng có lợi thế phát triển mạnh ngành nông nghiệp, chăn nuôi. Ngoài sản xuất nông nghiệp như cấy lúa, trồng ngô bãi, rau màu thì nghề chăn nuôi bò sữa ở đây cũng khá phát triển và phân bố ở nhiều thôn và nhiều xóm thúc đẩy phát triển kinh tế hộ cá thể. Thêm vào đó ở xã có nghề trồng hoa giấy, cây cảnh đã được thành phố Hà Nội cấp giấy chứng nhận làng nghề. Nghề trồng hoa giấy, cây cảnh phát triển mạnh nhất là ở khu vực đường từ hầm chui Quốc lộ 1 mới hướng đi xã Trung Màu. Bộ mặt nông thôn trong xã thay đổi tích cực phần lớn là đóng góp từ nghề nuôi bò sữa, cây cảnh, hoa giấy. Gần đây, một số ít hộ cũng chuyển dần sang nghề buôn bán tuy nhiên quy mô và số lượng tham gia còn rất khiêm tốn so với một số xã khác cùng ở cụm Bắc Đuống như: Đình Xuyên, Ninh Hiệp, Yên Thường, Yên Viên,...

## Văn hóa
Theo truyền thuyết thì Phù Đổng là nơi sinh ra Thánh Gióng là một trong Tứ Bất Tử. Các di tích liên quan đến Thánh Gióng đều là những di tích, di sản có giá trị quý báu về văn hóa, lịch sử. Cụm di tích đền Gióng ở thôn Phù Đổng đã được công nhận là di tích cấp quốc gia đặc biệt. Cùng với đó là Lễ hội Gióng Phù Đổng (ngày 9 tháng Tư âm lịch) cũng là di sản phi vật thể của nhân loại đã được UNESCO vinh danh.

## Giao thông
Các tuyến, hệ thống giao thông quan trọng ở xã Phù Đổng:
- Quốc lộ 1 mới (km155 - km158)
- Tỉnh lộ 270: đi thị xã Từ Sơn
- Đường đê hữu Đuống: cầu Đuống đi Trung Màu
- Đường Dốc Lã (Yên Thường đi Trung Màu)
- Hệ thống xe buýt: 42.